# 羽地大川
羽地大川（はねじおおかわ）は、沖縄本島北部の沖縄県名護市内を流れる二級河川である。

## 地理
名護岳から1.5キロメートル南東の谷間にあるウワーソーガーラに発し、東を多野岳、西を名護岳に挟まれた山間を蛇行しながら北へ流れる。羽地ダムを経て名護市川上付近から羽地平野に入り北東へ流れ、仲尾次で羽地内海に注ぐ。

## 生物
レッドデータブックに記載されている生物として、ホソアヤギヌ、タニコケモドキ、タンスイベニマダラなどの藻類、タイワンキンギョ、タウナギなどの魚類、オキナワヒライソガニ、アラモトサワガニなどの甲殻類、リュウキュウハグロトンボ、オキナワサナエ、カラスヤンマなどの昆虫が確認されている。

## 歴史
古くは大浦川と呼ばれ、羽地平野に入ってから北西へ流れ、平野の中央部で伊差川川やかんまた川を合流していた。当時の流路はおおむね現在の我部祖河川の流路に相当する。しばしば洪水を引き起こし、そのたびに流路が変わる有様であった。特に1735年（雍正13年）7月、台風によって多くの水田が流失する被害があった。このため琉球王府は工事監督者として蔡温を派遣し、同年8月23日から11月14日にかけて大規模な改修工事が行われた。これにより大浦川と伊差川川の流路が分けられ、新たな水田も拓かれた。
流域の山林は樹木の伐採や開墾が制限されていたが、明治20年代後半から旧士族に払い下げられ開墾が進められた。1906年（明治39年）、山崩れの土砂が川を塞ぎ、これが決壊することにより洪水となった。堤防が決壊し水田に大きな被害があった。一旦は修復されたものの1910年（明治43年）、再び山崩れによる洪水があり各所で堤防が破壊され田畑が荒廃した。このため1917年（大正6年）7月に羽地大川耕地整理組合がつくられ改修工事が始められた。しかしながらその後もたびたび洪水に見舞われ工事は進まなかった。1933年（昭和8年）頃から時局匡救事業による補助が受けられるようになり、1938年（昭和13年）までに流路を北東方向に変更する工事や護岸の強化などが行われた。